# Kawengan (Kedewan)
Kawengan is een bestuurslaag in het regentschap Bojonegoro van de provincie Oost-Java, Indonesië. Kawengan telt 525 inwoners (volkstelling 2010).